# Серадза
Серадза (пол. Sieradza) — село в Польщі, у гміні Жабно Тарновського повіту Малопольського воєводства.
Населення — 1134 особи (2011).
У 1975-1998 роках село належало до Тарновського воєводства.

## Демографія
Демографічна структура станом на 31 березня 2011 року:
|          | Загалом | Допрацездатний вік | Працездатний вік | Постпрацездатний вік |
| -------- | ------- | ------------------ | ---------------- | -------------------- |
| Чоловіки | 523     | 119                | 341              | 63                   |
| Жінки    | 611     | 114                | 325              | 172                  |
| Разом    | 1134    | 233                | 666              | 235                  |